# سیلویا مایلز
سیلویا مایلز (به انگلیسی: Sylvia Miles) (زاده ۹ سپتامبر ۱۹۲۴ - درگذشته ۱۲ ژوئن ۲۰۱۹) هنرپیشه اهل ایالات متحده آمریکا بود.

## فیلم‌شناسی
- شرکت آدم‌کشی (۱۹۶۰)
- کابوی نیمه‌شب (۱۹۶۹)
- آخرین فیلم (۱۹۷۱)
- گرما (۱۹۷۲)
- بدرود خوشگل من (۱۹۷۵)
- سنتینل (۱۹۷۷)
- شالیمار (۱۹۷۸)
- شیطان زیر آفتاب (۱۹۸۲)
- زیبای خفته (۱۹۸۷)
- وال استریت (۱۹۸۷)
- شرایط بحرانی (۱۹۸۷)
- عبور از دلنسی (۱۹۸۸)
- او-شیطان (۱۹۸۹)
- دنیس تماس می‌گیرد (۱۹۹۵)
- برو برو قصه‌ها (۲۰۰۷)
- وال استریت: پول هرگز نمی‌خوابد (۲۰۱۰)